# جیلدا مارکیو
جیلدا مارکیو (انگلیسی: Gilda Marchiò؛ ۹ ژوئیه ۱۸۸۴ – ۲۲ اکتبر ۱۹۵۴) بازیگر اهل ایتالیا بود.
از فیلم‌هایی که وی در آن نقش داشته است، می‌توان به نامزدشده، آن بالابالاها، روسینی، اودسا در میان شعله‌ها و اتصال کوتاه اشاره کرد.